# Robert Bevan

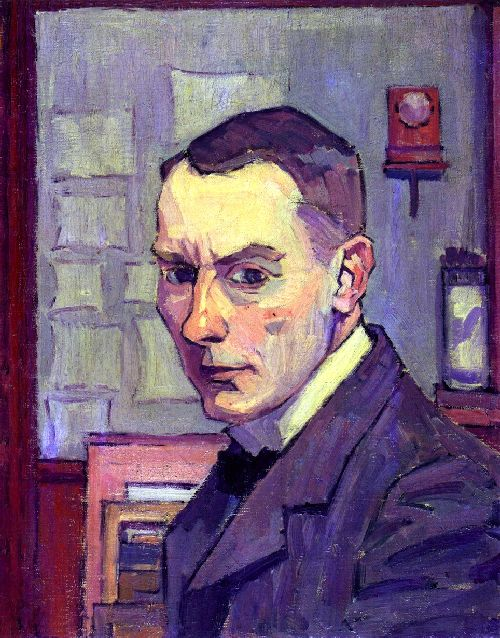
Robert Bevan -1914 Autorretrato

Robert Polhill Bevan (5 de agosto de 1865 - 8 de julio de 1925) fue un pintor, dibujante y litógrafo británico. Fue miembro fundador del Camden Town Group, el London Group y el Cumberland Market Group.

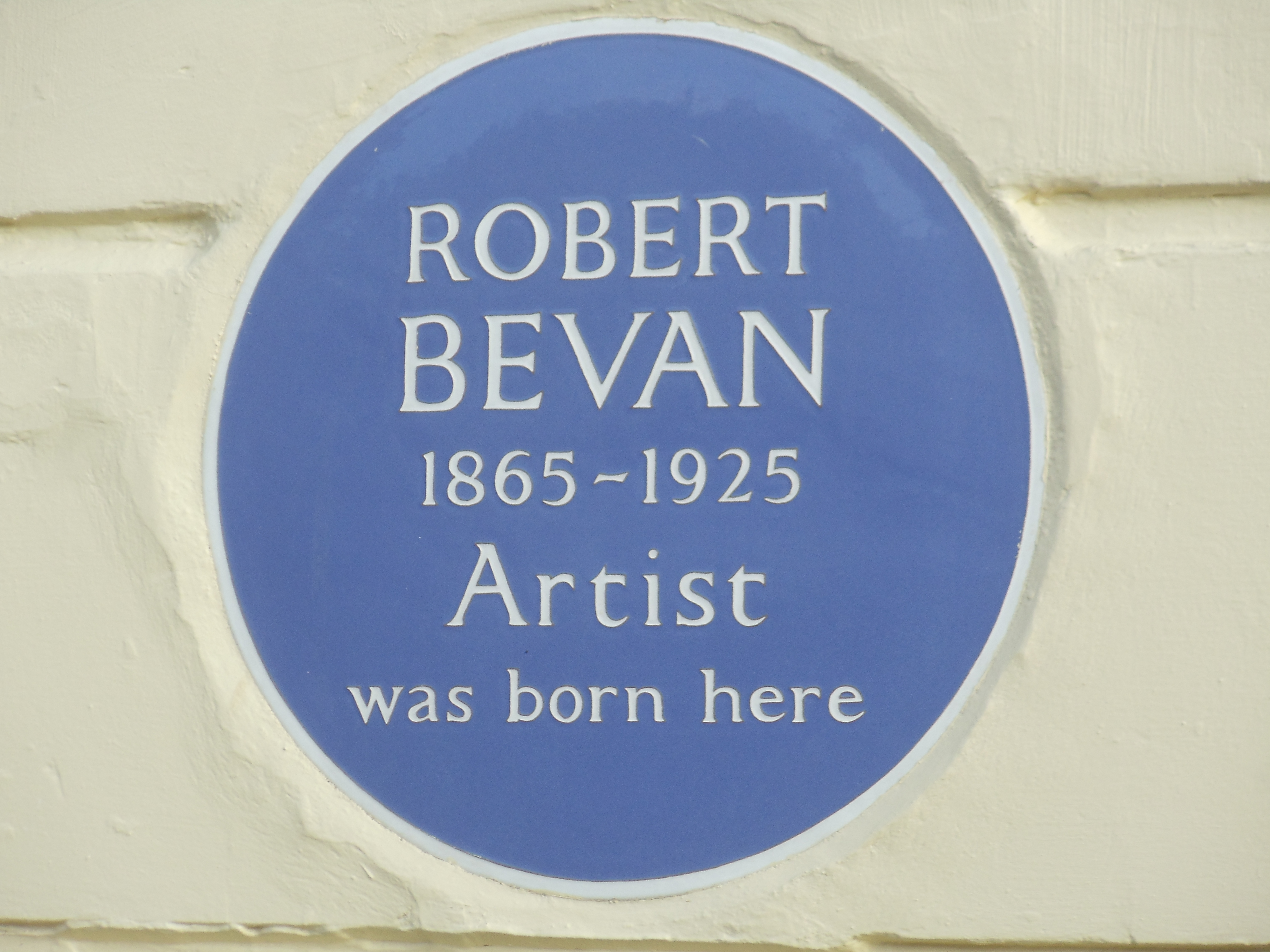
Placa azul para Robert Bevan en Hove

## Orígenes y formación
Nació en Brunswick Square, Hove, cerca de Brighton, el cuarto de los seis hijos de Richard Alexander Bevan (1834-1918), banquero, y Laura Maria Polhill. Los Bevan eran una familia cuáquera con largas asociaciones con el Barclays Bank. Descendían de Silvanus Bevan, el boticario de Plough Court, y de Robert Barclay, apologista cuáquero. La familia que podía rastrear su descendencia directa desde que Iestyn ap Gwrgant había dejado Gales en el siglo XVII y se había establecido en Londres.
Su primer maestro de dibujo fue Arthur Ernest Pearce, quien más tarde se convirtió en diseñador jefe de las cerámicas Royal Doulton. En 1888 estudió arte con Fred Brown en la Escuela de Arte de Westminster antes de trasladarse a la Académie Julian de París. Entre sus compañeros de estudios estaban Paul Sérusier, Pierre Bonnard, Édouard Vuillard y Maurice Denis. Bevan hizo su primera visita a Bretaña con su compañero de estudios Eric Forbes-Robertson en 1890 y se alojó en Villa Julia, en Pont-Aven. Hizo una segunda visita en otoño del año siguiente antes de viajar a Marruecos vía Madrid para estudiar de primera mano a Velázquez y Goya. Parece haber cazado más zorros en Tánger que dibujando en compañía de los artistas Joseph Crawhall y George Denholm Armor.

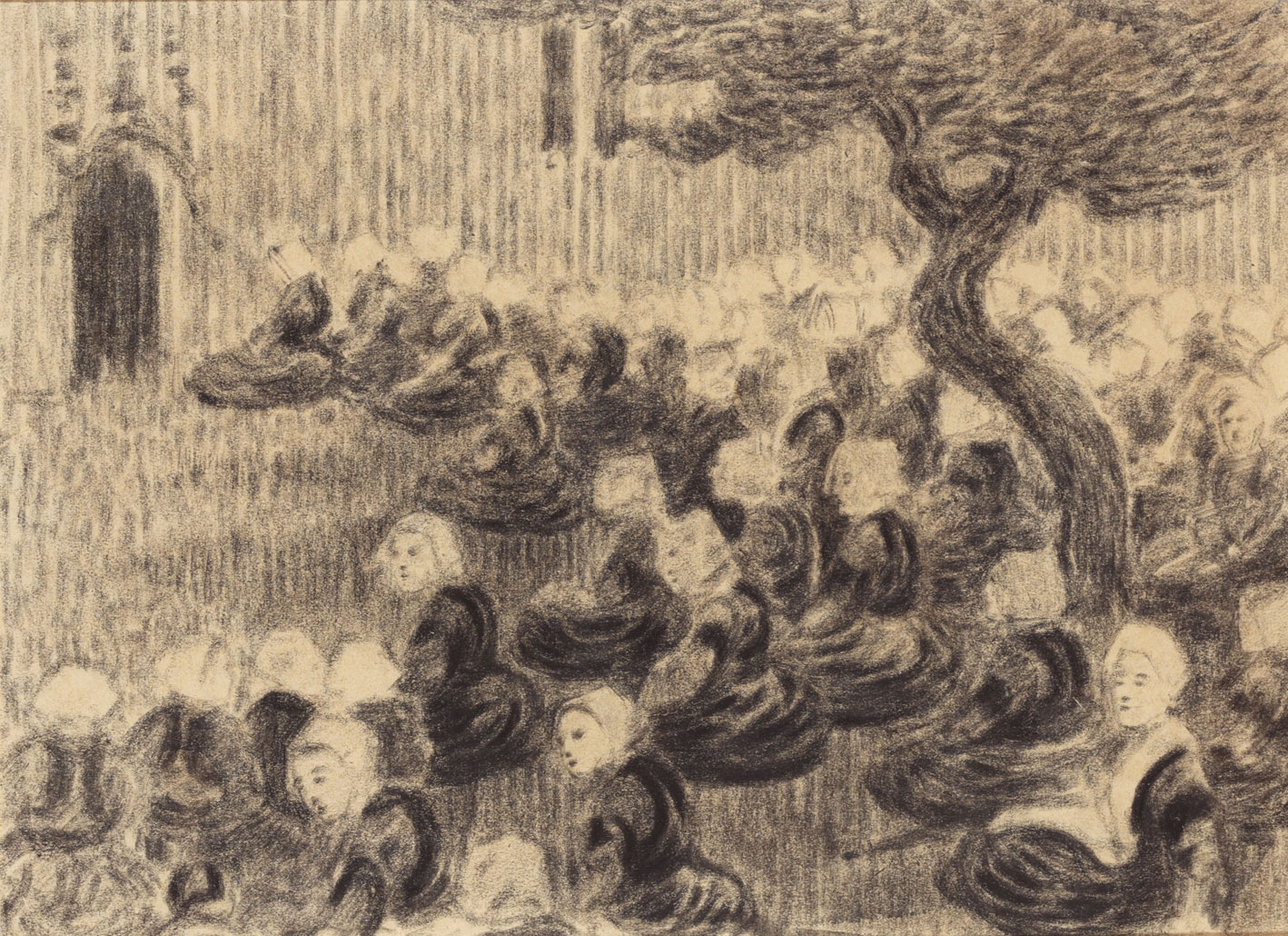
Cementerio bretón, c. 1893

Bevan regresó a Bretaña en 1893. No hay evidencia de que alguna vez conociera a Van Gogh, pero es obvio en los árboles arremolinados y el paisaje de sus dibujos bretones que conocía sus obras. Se sabe que fue amigo de Paul Gauguin, quien le regaló varias estampas. Bevan también recibió aliento de Renoir, particularmente en su dibujo de caballos. Aunque no es evidente en las pocas pinturas que sobreviven de este período, es en sus dibujos, grabados tempranos y dos paneles de cera sobrevivientes donde se puede ver la influencia obvia en él del sintetismo de Pont-Aven.
A su regreso a Inglaterra en 1894, Bevan se fue a vivir a Exmoor, donde pudo combinar la pintura con la caza.

## Trayectoria

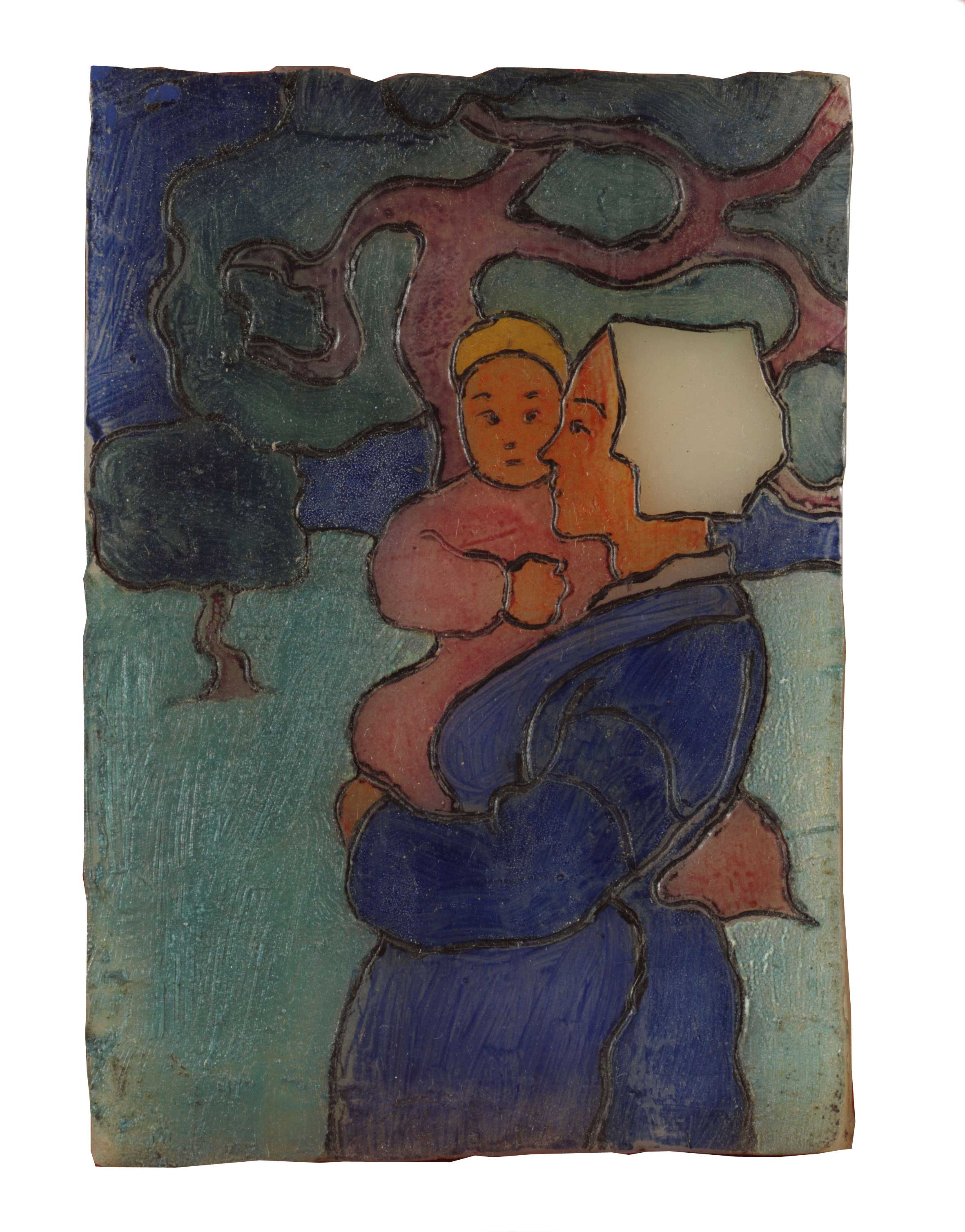
Madre e hijo bretones, c. 1894

En el verano de 1897, Bevan conoció a la pintora polaca Stanisława de Karłowska en la boda de la estudiante de arte polaca Janina Flamm con Eric Forbes-Robertson en Jersey. A finales de año, Bevan y de Karłowska se casaron en Varsovia. Su padre tenía extensas tierras en el centro de Polonia y durante el resto de su vida matrimonial harían allí largas estancias en verano.
En 1900, los Bevan se establecieron en Londres en el nº 14 de Adamson Road, Swiss Cottage. Su primer hijo, Edith Halina (Sra. Charles Baty), nació en diciembre de 1898 y el segundo, Robert Alexander, en marzo de 1901.
Los veranos de 1901, 1903 y 1904 los pasaron en Polonia y fue allí donde se produjeron algunas de sus obras más coloridos. La influencia de Gauguin tuvo un papel clave en el desarrollo de Bevan, ayudándolo a descubrir el color puro que lo llevó a un fauvismo prematuro en 1904. Su Patio  de ese año ha sido descrito como "uno de los primeros ejercicios de uso expresivo del color puro en este siglo". Los primeros experimentos de Bevan en color también se pueden ver en su The Mill Pool, que recuerda la imagen de Talisman que Sérusier pintó siguiendo las instrucciones de Gauguin y se describió como "bastante diferente en color y realmente bastante superior". Sin embargo, su primera exposición individual en 1905, que contenía probablemente las pinturas más radicales de un artista británico en ese momento, no fue un éxito comercial y la crítica apenas la notó. "Evidentemente, Bevan perdió la confianza en la dirección que seguía y nunca más produjo una pintura tan sobresaliente de este tipo. Sir Philip Hendy, en su prefacio a la exposición retrospectiva de Bevan de 1961 en Colnaghi, comentó que Bevan fue quizás el primer inglés en utilizar colores puros en el siglo XX. Ciertamente estaba muy por delante de sus colegas de Camden Town en este aspecto".
La segunda exposición de Bevan, en 1908, de escenas en gran parte de Sussex, incluyó la primera de sus pinturas en el estilo divisionista o puntillista, de las cuales los mejores ejemplos son Ploughing on the Downs ( Aberdeen Art Gallery) y The Turn-Rice Plough ( Yale Center for British Art ).
En el mismo año, Bevan presentó cinco obras a la primera Asociación de Artistas Aliados en el Albert Hall de Londres, una exposición de suscripción sin jurado fundada por Frank Rutter para promover artistas progresistas y basada en el Salon des Indépendants francés. ( Wassily Kandinsky expuso en Inglaterra por primera vez en la segunda exposición de 1909. ) 
Después de haber trabajado en gran parte de forma aislada desde que regresó de Pont-Aven, las pinturas de Bevan fueron notadas por Harold Gilman y Spencer Gore y fue invitado a unirse al Fitzroy Street Group de Walter Sickert. Fue Sickert quien le animó a "pintar lo que realmente le interesa y mirar a su alrededor y ver la belleza de las cosas cotidianas". Así comenzó una serie de pinturas que registran el declive del comercio de coches de caballos, por ejemplo The Cab Horse (Galería Tate ).

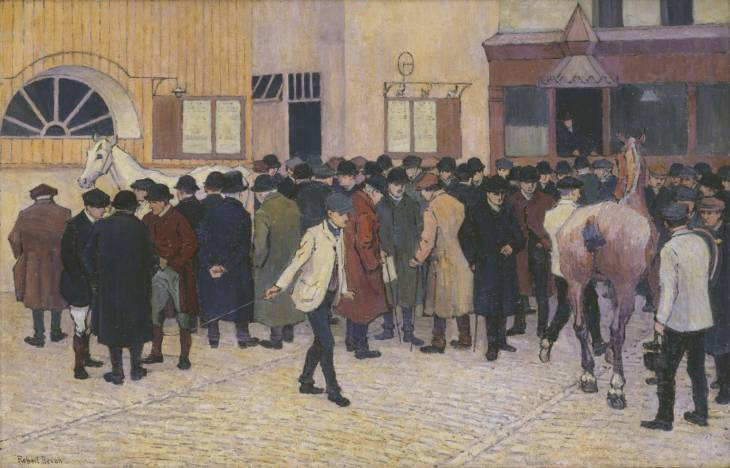
Venta de caballos en la barbacana, 1912

En mayo de 1911 se tomó la decisión de formar una nueva sociedad de exposición a partir de las filas del grupo de Fitzroy Street y así se fundó el Camden Town Group. El final de ese año vio a Bevan dedicarse a la representación de los patios de cabinas a las ventas de caballos de Londres en Tattersalls, Aldridges, Barbican y Wards (ver Venta de caballos en Barbican, Tate Gallery y Under the Hammer, Walker Art Gallery, Liverpool ).
El Grupo de Camden Town fue de corta duración. Después de tres exposiciones sin éxito financiero, Arthur Clifton, que dirigía la Galería Carfax, se negó a programar más. Sin embargo, siguió apoyando a algunos miembros individuales y Bevan tuvo su tercera exposición individual allí en 1913.

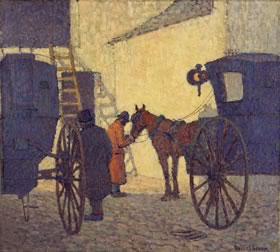
El Cabyard, Noche, 1910

En 1913, The Cabyard, Night, la única pintura de Bevan adquirida para una colección pública durante su vida, fue comprada por la Sociedad de Arte Contemporáneo por recomendación de Frank Rutter de que debería tenerla la nación antes de que la comprara un coleccionista más exigente.
William Marchant, de la Galería Goupil, ofreció su galería máyor a condición de que el Grupo se ampliara y cambiara de nombre. Esto resultó en la formación del Grupo de Londres en el otoño de 1913. Harold Gilman fue elegido presidente, JB Manson secretario y Bevan tesorero.
Desde abril de 1914 hasta septiembre de 1915, Bevan alquiló un estudio en Cumberland Market, el mercado de heno y paja de Londres en Camden Town. Fue aquí donde el Cumberland Market Group, formado por Bevan, Gilman, Charles Ginner y John Nash, celebró el sábado por la tarde 'en casa'. Los cuatro expusieron en la Galería Goupil en mayo de 1915 y más tarde se les unieron Edward McKnight Kauffer y CRW Nevinson.

## Últimos años

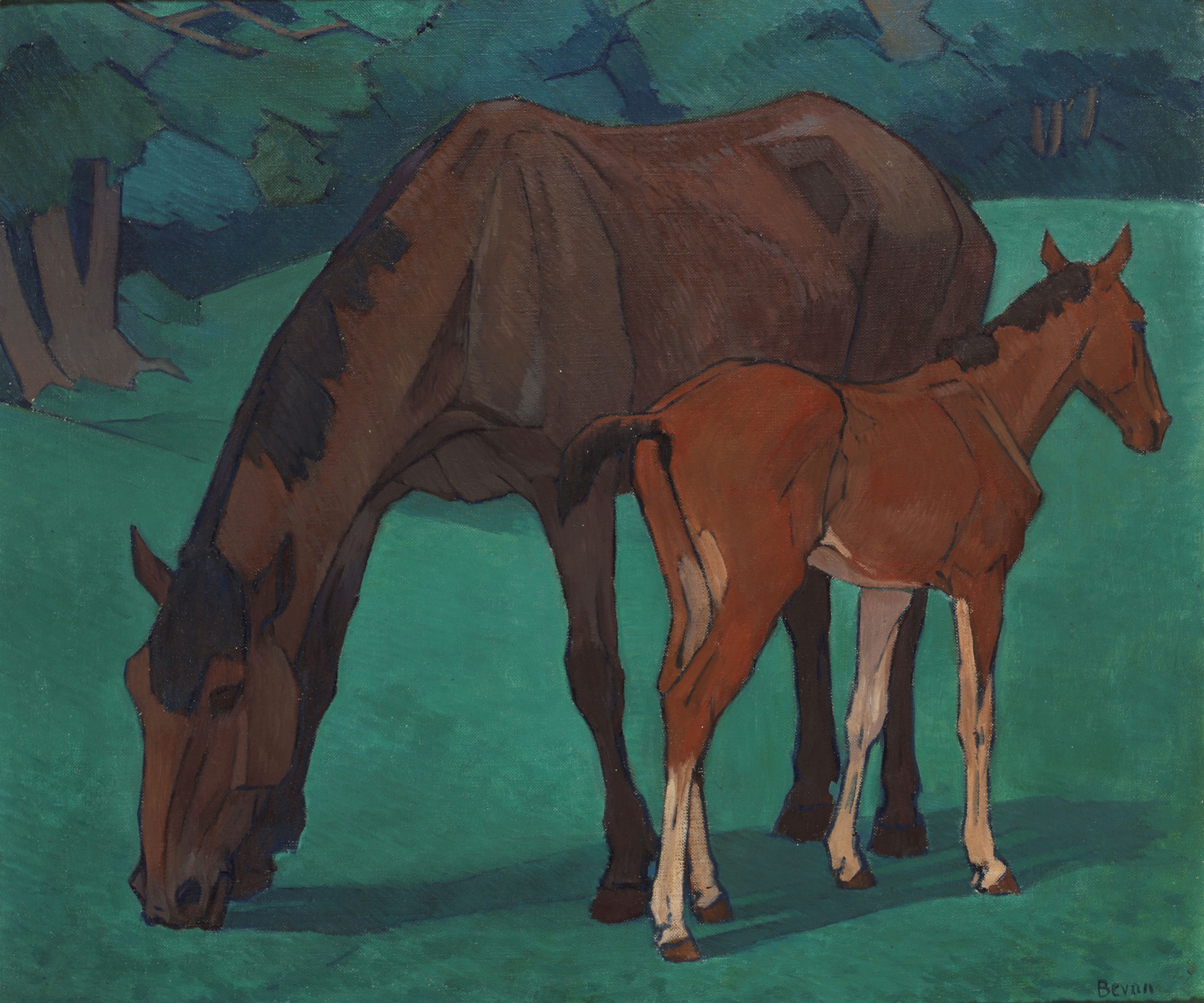
Yegua y potro, 1917

Bevan pasó la mayor parte de sus veranos pintando. Hasta la Primera Guerra Mundial, esto solía ocurrir en las casas de la familia en Polonia o Sussex. Sin embargo, en ese momento, fue invitado por primera vez a la mansión Blackdown Hills en la frontera entre Devon y Somerset como invitado del terrateniente y artista aficionado Harold Harrison. Hasta el final de su vida, Bevan continuó pintando en el valle de Bolham y cerca de Luppitt, y su estilo angular encajaba bien con el paisaje circundante.
Pero sus escenas callejeras de Londres, que se localizaban en gran parte en el área de St John's Wood y Belsize Park, en general recibieron críticas más favorables que sus paisajes.
Después de un descanso de casi veinte años, Bevan volvió a la litografía. Mientras que sus primeros grabados recuerdan paisajes de Van Gogh, las obras posteriores son más bien traducciones de tonos de pinturas al óleo. "En cualquier caso, son adiciones técnicamente excelentes y notables a la litografía inglesa de la época".
En 1922 fue elegido miembro del New English Art Club .
Bevan murió el 8 de julio de 1925, tras una operación de cáncer de estómago.

## Legado

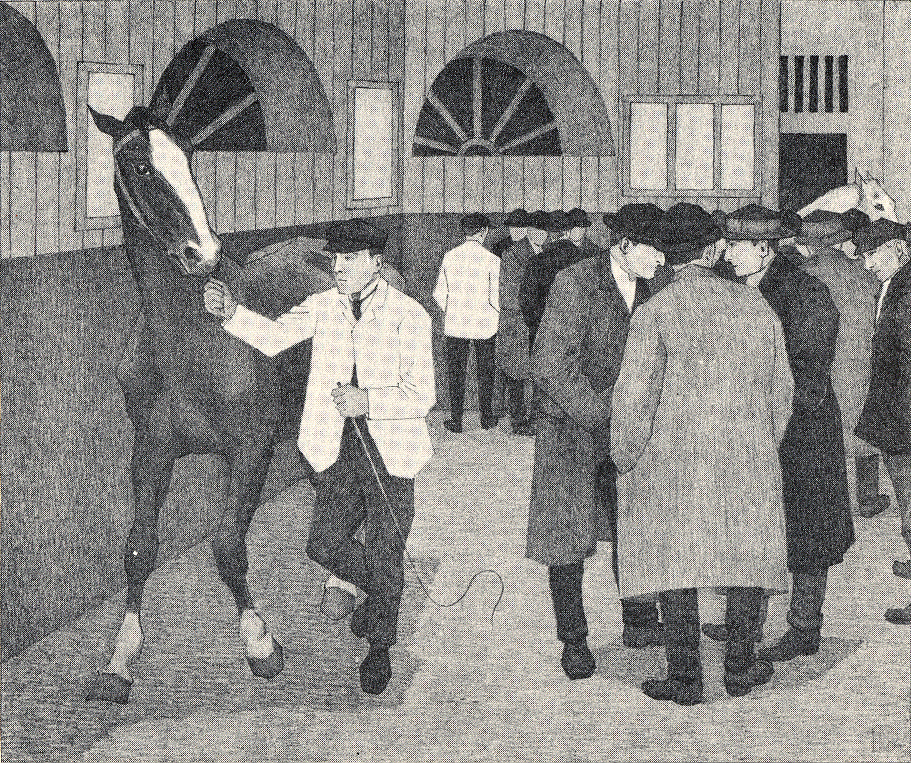
El Horse Mart (Barbican No. 2), 1921. Litografía.

A pesar de los actos conmemorativos de 1926 y una exposición del Arts Council en 1956, su contribución única al arte británico no fue ampliamente reconocida hasta 1965, el centenario de su nacimiento. En ese año el hijo del artista publicó sus memorias y organizó una serie de exposiciones.
La modestia y la reticencia de Bevan y su "incapacidad casi total para presentarse"  aseguraron que la mayoría de sus obras no se vendieran y que una cantidad considerable quedara en manos de su esposa a su muerte. Stanislawa Bevan dejó su patrimonio en partes iguales entre su hijo R.A. Bevan y su hija, la Sra Charles Baty. En 1961 presentaron al Museo Ashmolean de Oxford The Bevan Gift en honor a la obra de sus padres. Además de una serie de pinturas, dibujos y litografías, incluía los 27 cuadernos de bocetos de Bevan. Posteriormente se añadieron más obras al legado.
Fue uno de los nueve de los 17 miembros de Camden Town Group que se mostró en una importante retrospectiva del grupo en la Tate Britain de Londres en 2008.
Las obras de Bevan se pueden encontrar en muchas colecciones públicas del Reino Unido. También está representado en colecciones públicas de Australia; Francia; Nueva Zelanda; Sudáfrica y Estados Unidos.
Robert Bevan fue el bisabuelo del historiador de la pintura y la arquitectura Patrick Baty.

## Obras en exposición
Una exposición titulada A Countryman in Town: Robert Bevan and the Cumberland Market Group se llevó a cabo en la Galería de Arte de la Ciudad de Southampton del 26 de septiembre al 14 de diciembre de 2008 y se trasladó a la Galería de Arte Abbot Hall del 13 de enero al 21 de marzo de 2009.
Se vieron más obras en una exposición celebrada en la Gainsborough 's House, Sudbury, en Suffolk, del 4 de octubre al 13 de diciembre de 2008. La muestra se tituló From Sickert to Gertler: Modern British Art from Boxted House .

## Galería

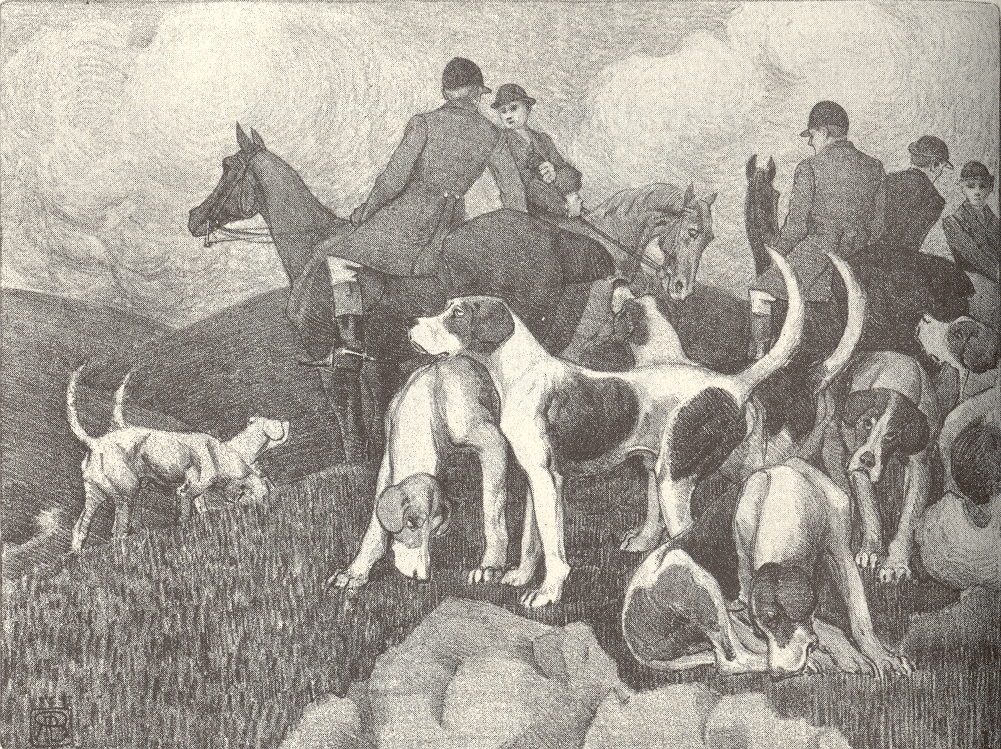
El encuentro, 1898
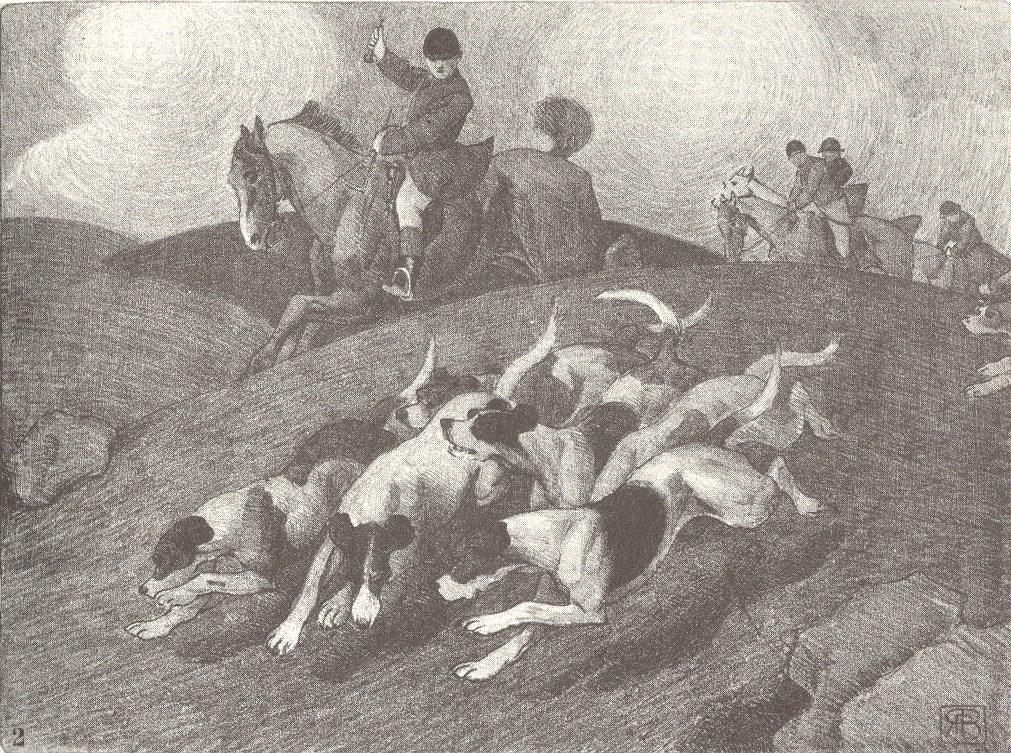
Found, 1898
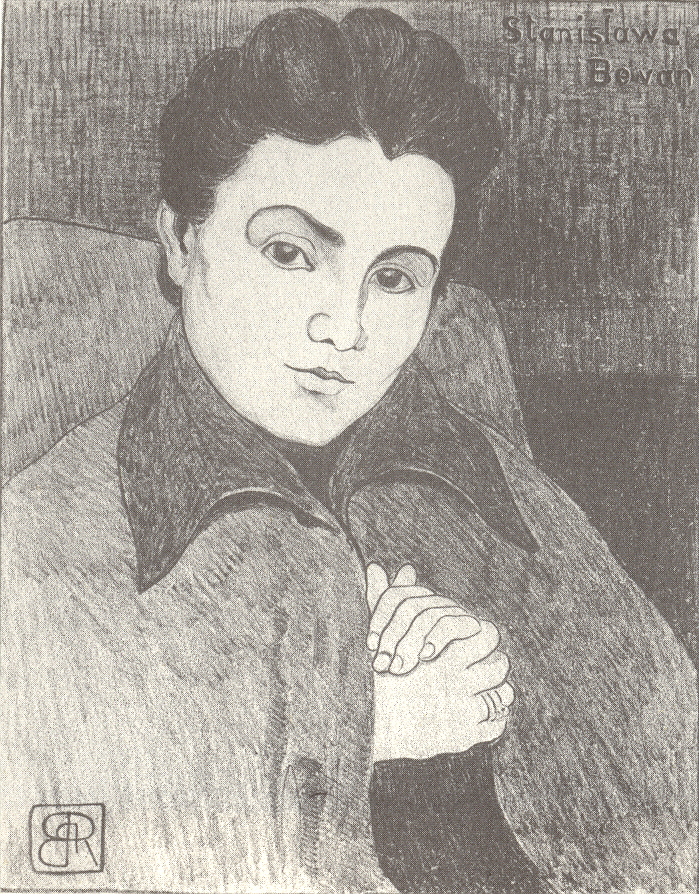
The Artist's Wife, 1898
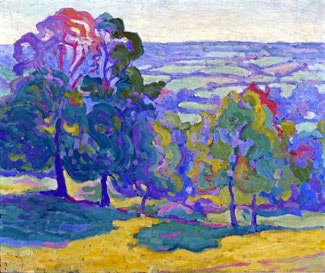
Evening in the Culme Valley, 1912
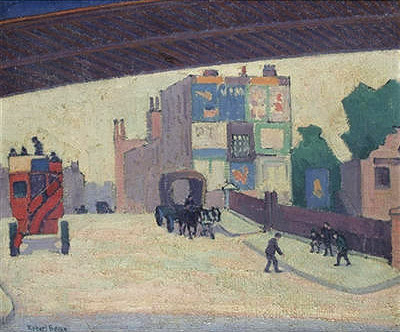
Two Bridges, c. 1912
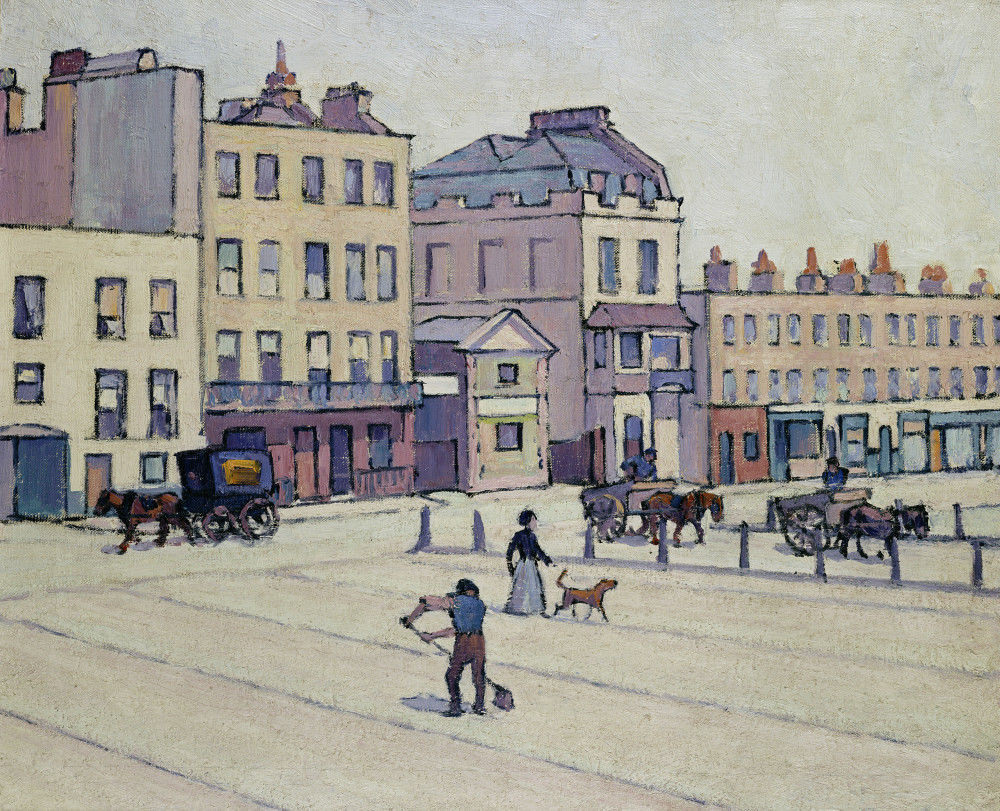
The Weigh House, Cumberland Market, c. 1914
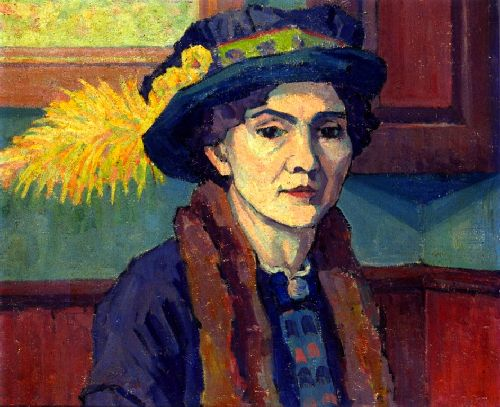
The Feathered Hat, 1915
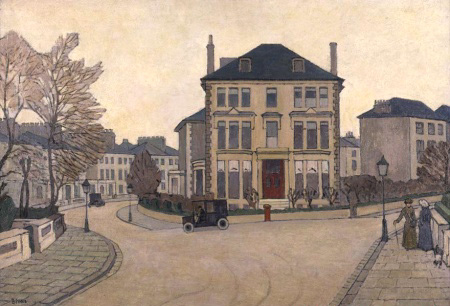
A Street Scene in Belsize Park, 1917
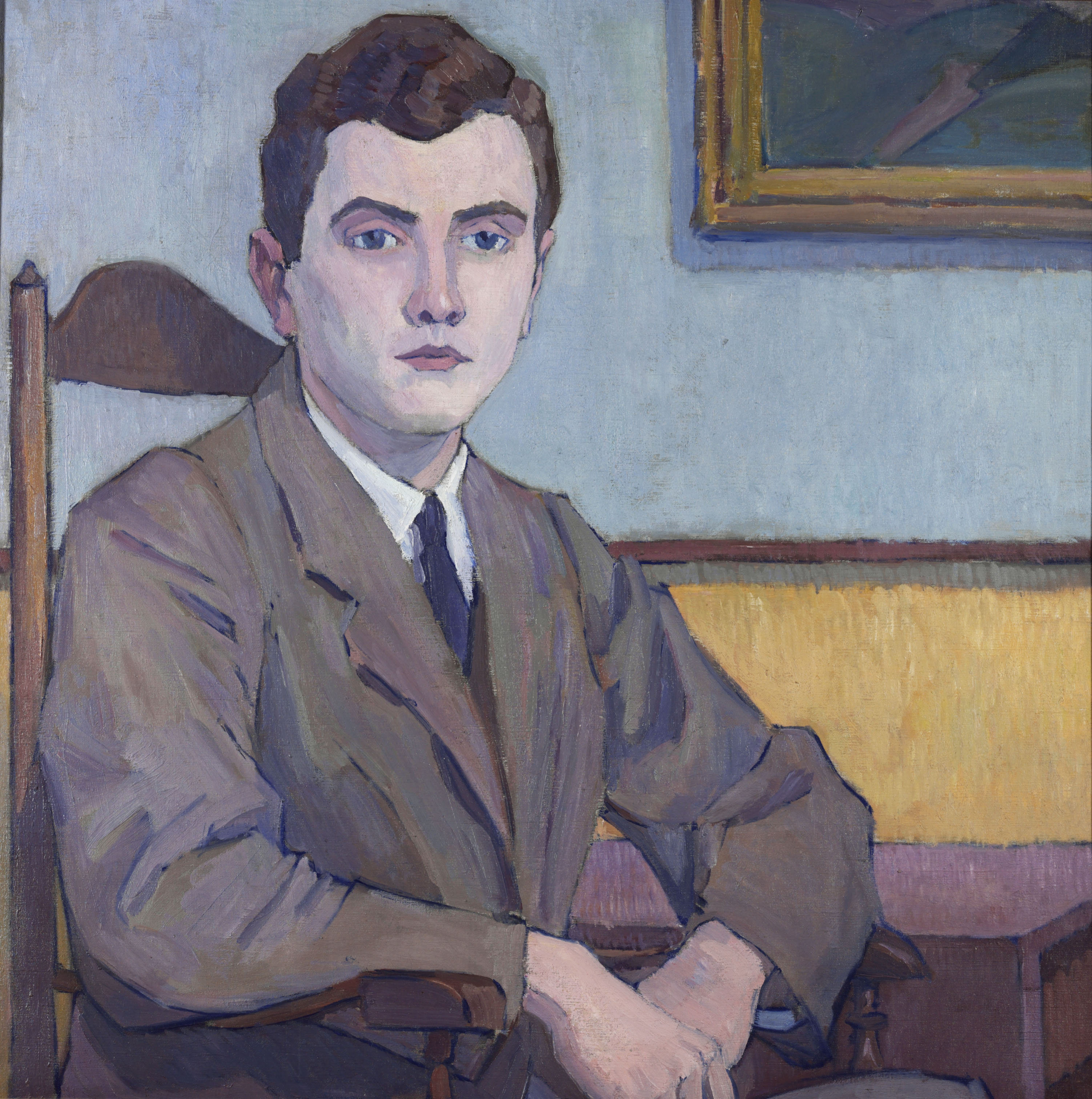
The Artist's Son, c. 1918
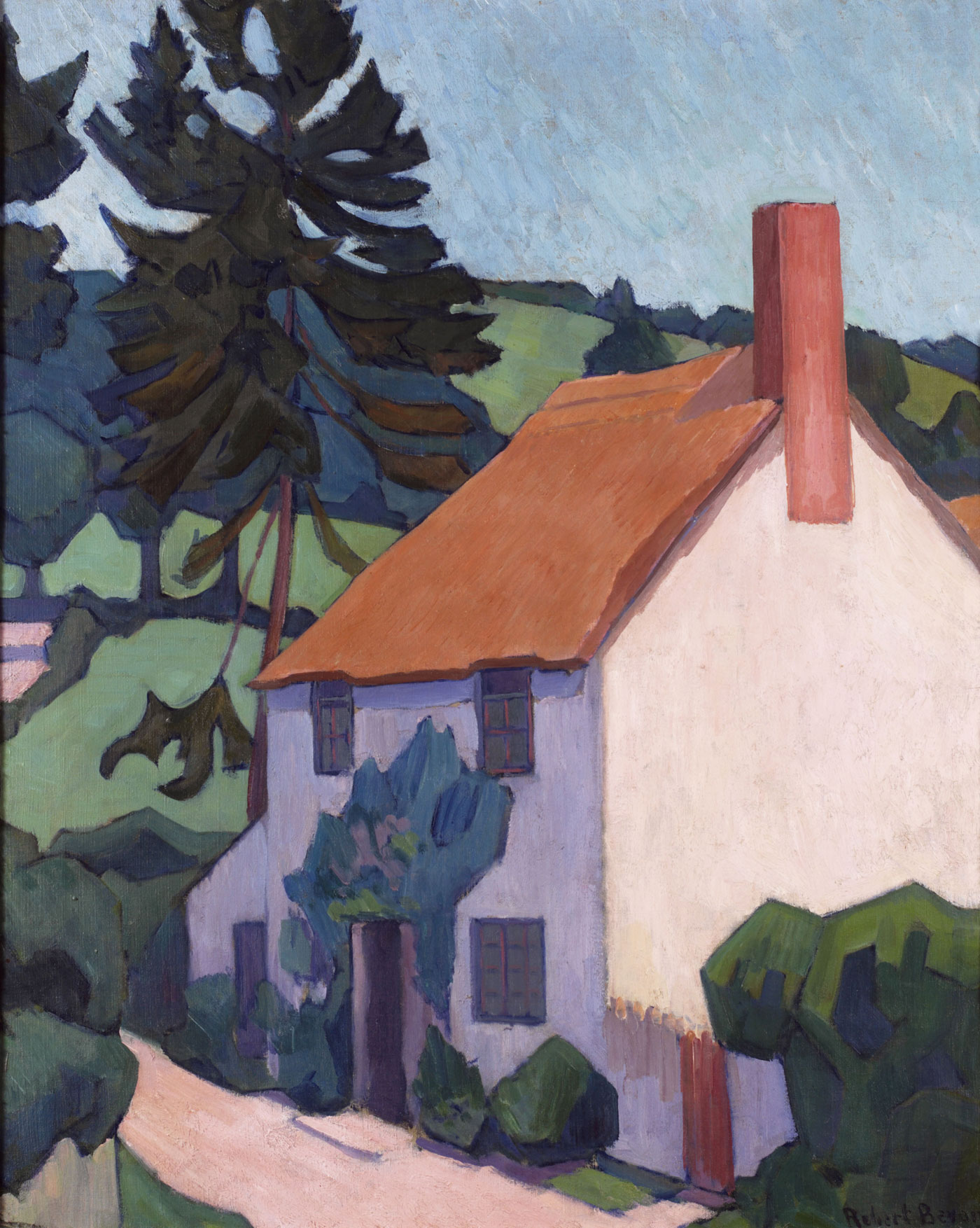
A Devon Cottage, c. 1920
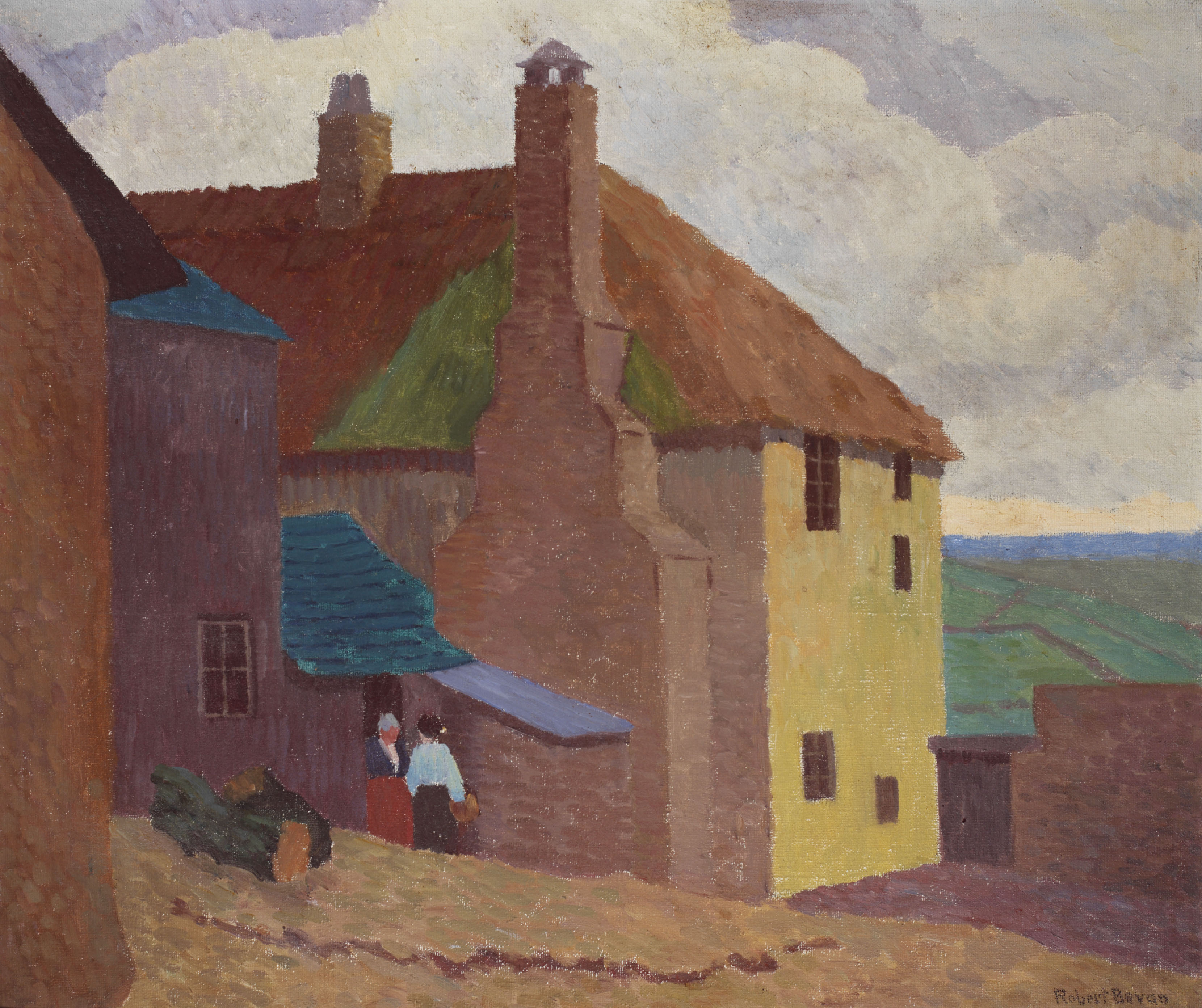
Mount Stephen, 1924
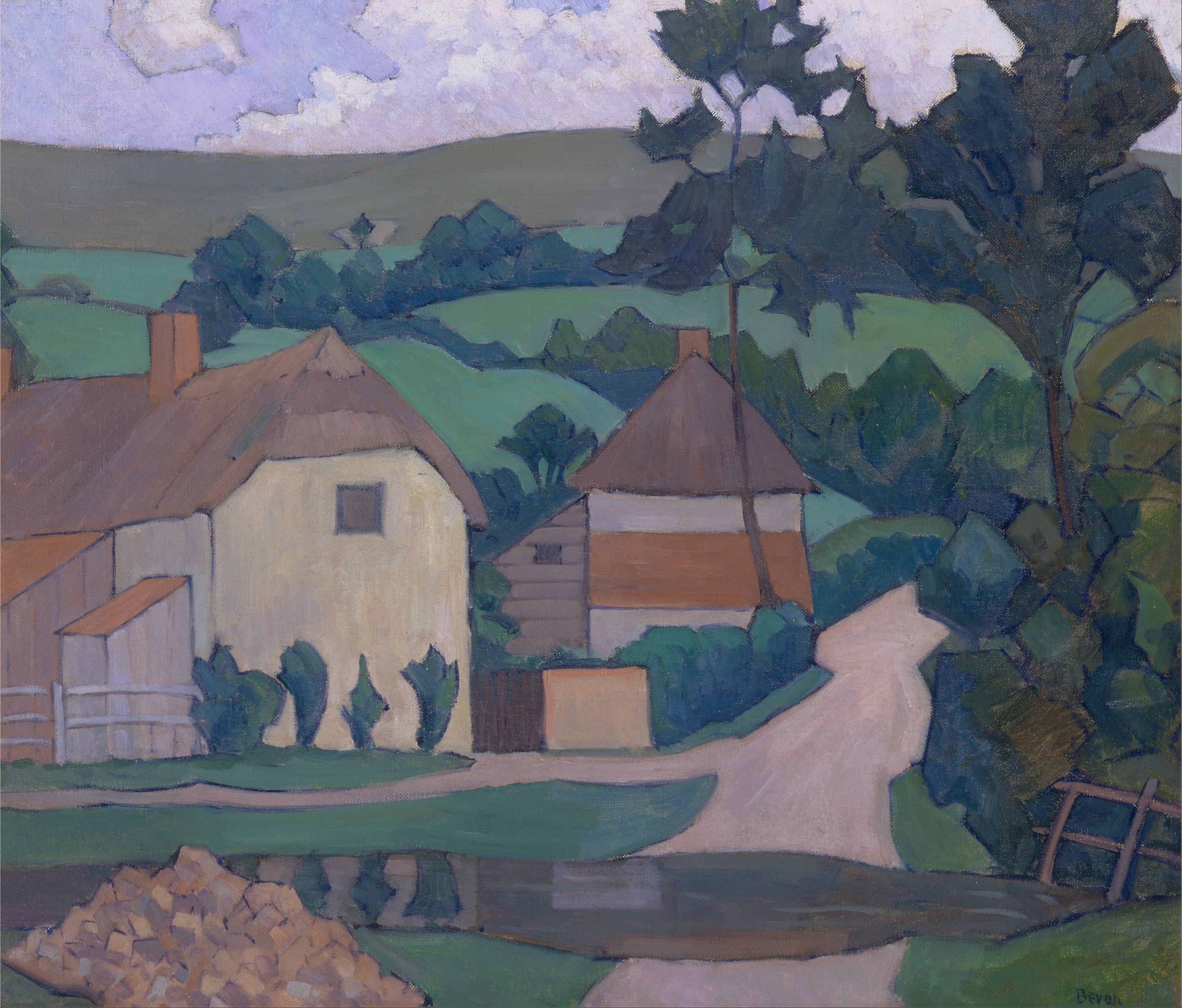
Robert Polhill Bevan - The Ford

### Obras seleccionadas
- Autorretrato (1913–14)
- Arado en Bretaña (1893-1894)
- Mujeres bretonas fuera de la iglesia (hacia 1894)
- El pozo de Mydlow, Polonia (1909)  (enlace roto disponible en Internet Archive; véase el historial, la primera versión y la última).
- Una venta en Tattersall's (1911)
- Venta de caballos en la barbacana (1912)
- Arces en Cuckfield (1914)
- Camino de la Reina, St John's Wood (1918)
- Mostrando en Tattersall's (hacia 1919)